# Stacy Sherman
Stacy Sherman (* 20. Jahrhundert in Los Angeles, Kalifornien) ist eine US-amerikanische Filmproduzentin, Filmregisseurin und Drehbuchautorin.

## Karriere
Stacy Sherman wurde in Los Angeles geboren. Ihre Karriere im Filmgeschäft begann im Jahr 2005 mit ihrem Dokumentarfilm God Sleeps in Rwanda, wofür sie und Kimberlee Acquaro als Produzentin, Regisseurin und Drehbuchautoren verantwortlich waren. Für diese Tätigkeit erhielten beide bei der Oscarverleihung 2006 eine Nominierung in der Kategorie „Bester Dokumentar-Kurzfilm“. Die Auszeichnung ging an die Konkurrenz Corinne Marrinan und Eric Simonson mit dessen Beitrag A Note of Triumph: The Golden Age of Norman Corwin. Im Jahr 2007 erhielten Sherman und Acquaro einen News & Documentary Emmy Award für ihr Werk. Im Anschluss war sie für die Filme Goodnight, Vagina und Chasing Ice als Regisseurin verantwortlich. Für die Filmkomödie Einmal ist keinmal von Julie Anne Robinson schrieb sie am Drehbuch mit. Der erste Spielfilm, für den Sherman verantwortlich war, erschien 2015 unter dem Titel The Breakup Girl.
Stacy Sherman ist mit dem Drehbuchautor Billy Ray verheiratet.

## Filmografie (Auswahl)
- 2005: God Sleeps in Rwanda (Dokumentarkurzfilm)
- 2007: Goodnight, Vagina (Kurzfilm)
- 2012: Chasing Ice (Dokumentarfilm)
- 2012: Einmal ist keinmal (One for the Money)
- 2014: Phase Me Up (Kurzfilm)
- 2015: The Babushkas of Chernobyl (Dokumentarfilm)
- 2015: The Breakup Girl
- 2017: The Chute (Kurzfilm)